# Vraciul (film din 1982)
Vraciul (în poloneză Znachor) este un film dramatic polonez din 1982, regizat de Jerzy Hoffman, care a ecranizat romanul omonim al lui Tadeusz Dołęga-Mostowicz, publicat în 1937. Este a doua adaptare cinematografică a cărții; prima adaptare a fost filmată în același an în care a fost scrisă cartea și a fost regizată de Michał Waszyński.
Filmul prezintă povestea unui faimos chirurg polonez pe nume Rafał Wilczur care își pierde memoria la începutul secolului al XX-lea și, după ce vagabondează timp de aproape două decenii prin diferite locuri, este nevoit să-și refacă viața sub un nou nume, dobândind ulterior o faimă de vindecător într-o zonă rurală a Poloniei. La capătul unor evenimente dramatice profesorul Wilczur reușește să-și redobândească vechea identitate și să își regăsească familia. Filmul este compus din două părți.
Cea de-a doua ecranizare a cărții lui Tadeusz Dołęga-Mostowicz s-a bucurat, la fel ca și prima ecranizare, de o popularitate considerabilă în rândul cinefililor polonezi. Vraciul lui Hoffman a fost vizionat în cinematografele poloneze de 5.972.000 de spectatori, clasându-se pe locul 1 în topul filmelor poloneze ale anului 1982.
Criticii de film au remarcat trecerea cineastului polonez de la amplele fresce istorice (Pan Wolodyjowski și Potopul), inspirate din romanele scriitorului clasic Henryk Sienkiewicz, către povestea melodramatică a peregrinării chirurgului amnezic Wilczur din romanul popular Vraciul al lui Tadeusz Dołęga-Mostowicz.

## Rezumat
Profesorul Rafał Wilczur este un renumit chirurg cardiac în Polonia de la începutul secolului al XX-lea. Într-o zi, după o operație efectuată împreună cu asistentul său, prof. Dobraniecki, Wilzcur părăsește în grabă clinica pentru a ajunge acasă, unde urma să sărbătorească a opta aniversare a căsătoriei sale. Cu toate acestea, odată sosit acasă, el află de la servitori că soția sa l-a părăsit. În scrisoarea ei de adio, Beata Wilczur mărturisește că se simțea strivită de celebritatea lui și că nu era vrednică să-i fie soție și îl anunță că a hotărât să plece împreună cu fetița lor, Marysia, deoarece iubea un alt bărbat. De asemenea, ea îi cere soțului ei să nu încerce să o caute. Descumpănit de această veste, Wilczur rătăcește pe străzile Varșoviei până când întâlnește un bărbat pe nume Samuel Obiedziński care îi cere câțiva bani cu care să-și cumpere băutură și apoi îl convinge să intre într-o cârciumă. Cei doi beau împreună și se îmbată. Profesorul Wilczur iese beat din cârciumă și este urmărit de niște derbedei, care-l duc pe un câmp de la marginea orașului, unde-l bat cu bestialitate și-l jefuiesc.
Loviturile primite îl fac să-și piardă memoria. Întrucât nu are acte și nu știe cine este, Wilczur rămâne la marginea legii. Vagabondează prin mai multe locuri timp de aproape două decenii și este arestat de câteva ori, iar în timpul unui arest fură dintr-un birou actele de identitate ale lui Antoni Frantiszek Kosiba. Cu ajutorul acestor acte lucrează sezonier în diferite locuri pentru a-și câștiga existența. Rătăcind în căutare de lucru, ajunge într-un sat și este angajat la moara lui Prokop. Îl cunoaște acolo pe Wasilko, fiul lui Prokop, care rămăsese infirm după ce căzuse de pe scară, și îl vindecă prin dislocarea oaselor și așezarea lor în poziția corectă. „Kosiba” dobândește reputația de vraci și începe să-i trateze gratuit pe săteni de diferite boli, spre invidia medicului local, dr. Pawlicki.
În același timp, tânărul conte Leszek Czyński se îndrăgostește de orfana Marysia, vânzătoare la magazinul local, și începe să o viziteze zilnic la magazin. Fata este insultată într-o zi de trei derbedei, iar contele îi bate măr. Vestea scandaloasă a bătăii unui aristocrat cu niște derbedei pentru o simplă vânzătoare ajunge la părinții lui Leszek, care încearcă să-i despartă pe cei doi tineri din cauza diferenței de clasă socială dintre ei. Leszek o cere în căsătorie pe Marysia, riscând să fie dezmoștenit de părinții lui pentru acest gest. Cei doi tineri se logodesc în mijlocul pădurii, iar la întoarcere sunt răniți într-un accident de motocicletă provocat de cârciumarul Zenek, un alt pretendent al Marysiei.
Răniții sunt aduși la moară, unde Wilczur le acordă primul ajutor până când sosește medicul local. Tânărul conte a suferit răni mai ușoare, iar părinții lui, sosiți între timp, îl duc la spital. Starea Marysiei este însă mai gravă, iar Pawlicki refuză să efectueze trepanația cerută de Wilczur deoarece consideră că tânăra nu mai poate fi salvată. Profitând de un moment de neatenție, vraciul fură instrumentele chirurgicale ale medicului și o operează el pe Marysia, reușind să-i salveze viața. În zilele următoare, Leszek este transportat de părinți la un sanatoriu din Elveția, după ce fusese informat că iubita sa murise, iar Marysia își revine treptat. Doctorul Pawlicki anunță poliția că Wilczur i-a furat instrumentele și că practică medicina fără autorizație, iar fostul profesor este arestat și condamnat ulterior la trei ani de închisoare.
După câteva luni de convalescență, contele Leszek se întoarce în Polonia și intenționează să se sinucidă pe mormântul Marysiei, dar află de la majordomul Franciszek că iubita sa nu murise, ci că fusese vindecată și locuia acum la moara lui Prokop. Pornește în grabă acolo și o regăsește pe Marysia, iar părinții lui, înțelegând că relația de dragoste a celor doi tineri nu fusese o pasiune trecătoare, acceptă căsătoria lor. În semn de recunoștință, cei doi tineri angajează un avocat de la Varșovia și înaintează o cerere de apel pentru rejudecarea procesului salvatorului lor. Marysia afirmă la proces că vraciul îi salvase viața după ce medicul local refuzase să o opereze. Profesorul Dobraniecki, chemat în calitate de expert medical, depune mărturie că operațiile realizate de vraci atestă o cunoaștere profundă a anatomiei umane și o intuiție chirurgicală uimitoare. În timpul judecării apelului Wilczur începe să-și recapete memoria și își dă seama că tânăra pe care a salvat-o este chiar fiica sa. În același timp, prof. Dobraniecki îl recunoaște pe vraci ca prof. Wilczur, care fusese dat dispărut în urmă cu mai mulți ani. Profesorul Wilczur este eliberat din închisoare și o reîntâlnește după multă vreme pe fiica sa înstrăinată, care-i povestește că mama ei murise de tuberculoză la scurt timp după ce l-a părăsit, iar ea ajunsese într-un orfelinat. Marysia se căsătorește apoi cu Leszek, iar profesorul le urează să aibă o căsnicie mai fericită decât a avut-o el.

## Distribuție
- Jerzy Bińczycki — prof. Rafał Wilczur / vraciul Antoni Kosiba[17][18]
- Anna Dymna — Maria Jolanta (Marysia) Wilczur / Beata Wilczur, mama ei[17][18]
- Tomasz Stockinger — tânărul conte Leszek Czyński[17][18]
- Bernard Ładysz — morarul Prokop[17][18]
- Bożena Dykiel — Sonia, nora lui Prokop[17][18]
- Artur Barciś — Wasilko, fiul lui Prokop[17][18]
- Andrzej Kopiczyński — dr. Pawlicki, medicul local[17][18]
- Piotr Fronczewski — prof. Dobraniecki, asistentul prof. Wilczur[17][18]
- Piotr Grabowski — cârciumarul Zenek, admiratorul Marysiei[17][18]
- Maria Homerska — contesa Eleonora Czyńska, mama lui Leszek[17][18]
- Igor Śmiałowski — contele Czyński, tatăl lui Leszek[17][18]
- Jerzy Trela — bețivul Samuel Obiedziński[17][18]
- Gustaw Lutkiewicz — șeful postului de poliție
- Irena Burawska — soția lui Prokop
- Irina Pieskowa — Olga
- Arkadiusz Bazak — procurorul[17]
- Jerzy Block — funcționarul public Kundejko
- Czesław Bogdański — agent de poliție
- Kazimierz Iwiński — avocatul lui Kosiba
- Andrzej Krasicki — judecător
- Wojciech Pilarski — avocatul lui Kosiba
- Bogusław Sochnacki — cârciumarul din Varșovia[17]
- Andrzej Szalawski — președintele completului de judecată
- Józef Zbiróg — procuror
- Stefan Paska — Witalis, ajutorul lui Prokop
- Tadeusz Kożusznik — Franciszek, majordomul familiei Czyński
- Juliusz Lubicz-Lisowski — majordomul prof. Wilczur
- Włodzimierz Adamski — prietenul lui Zenek
- Genowefa Korska
- Remigiusz Rogacki — bărbat de la ceremonia dezvelirii bustului prof. Wilczur
- Jerzy Braszka — prietenul lui Zenek
- Henryk Dudziński
- Maria Klejdysz — menajeră

## Producție

### Romanul și prima sa ecranizare
Filmul Vraciul al lui Jerzy Hoffman este o ecranizare a romanului omonim al lui Tadeusz Dołęga-Mostowicz, publicat în 1937. Cărțile lui Tadeusz Dołęga-Mostowicz au devenit extrem de populare la sfârșitul anilor 1930. Vraciul a fost conceput inițial ca un scenariu de film, dar, după ce producătorii l-au respins de două ori, Tadeusz Dołęga-Mostowicz a hotărât să transforme scenariul într-un roman. Cartea a fost tipărită în foileton în presa vremii și a trezit rapid un mare interes în rândul cititorilor, ceea ce i-a determinat pe producători să-i ofere o sumă mare de bani autorului pentru obținerea dreptului de ecranizare.
O primă adaptare a romanului Vraciul a fost filmată în anul 1937 și a fost regizată de Michał Waszyński. Rolul principal a fost interpretat de Kazimierz Junosza-Stępowski (1880-1943), un actor de teatru respectat care, într-o carieră îndelungată, a jucat în 57 de filme (dintre care 22 filme mute) și a rămas cunoscut în principal pentru rolul profesorului Rafał Wilczur. Restul distribuției a fost formată, de asemenea, din actori valoroși precum Jacek Woszczerowicz (Jemioł), Elżbieta Barszczewska (Beata și Marysia Wilczurówna), Józef Węgrzyn (dr. Stefan Dobraniecki) sau Mieczysława Ćwiklińska (Florentyna Szkopkowa, proprietara cinematografului din Radoliszki), care au atras mulți spectatori. Adaptarea regizată de Michał Waszyński a fost deosebit de populară și a devenit un simbol al cinematografiei poloneze din anii 1930. Popularitatea acestui film a determinat realizarea a două continuări: Profesorul Wilczur (Profesor Wilczur, 1938), regizat tot de Waszyński, și Testamentul profesorului Wilczur (Testament profesora Wilczura, 1939), regizat de Leonard Buczkowski și lansat abia în 1942 de autoritățile de ocupație germane. Prima adaptare a cărții a fost relansată în cinematografele poloneze în 1976 și a atras aproximativ 2 milioane de spectatori.

### Ecranizarea lui Hoffman
Scenariul celei de-a doua ecranizări a romanului a fost scris de regizorul Jerzy Hoffman (n. 1932), în colaborare cu mai tânărul critic de film Jacek Fuksiewicz (n. 1941). Hoffman debutase ca regizor de filme documentare și realizase apoi filme cu subiect contemporan precum pledoaria etică Legea și forța (1964), înainte de a se remarca prin ecranizarea amplelor fresce istorice ale lui Sienkiewicz care-i aduseseră celebritatea (Pan Wolodyjowski (1969) și Potopul (1974)). Filmele sale istorice erau realizate într-un stil accesibil, cu priză la public, spre deosebire de filmele istorice ale lui Andrzej Wajda și Jerzy Kawalerowicz, care generau meditații profunde cu privire la evoluția istorică a societății. În ciuda accesibilității lor, filmele istorice ale lui Hoffman s-au evidențiat prin profesionalism, bun gust și echilibru între exactitatea evenimentelor istorice, spectaculozitatea acțiunii și acuratețea redării dramelor personale ale eroilor. Cineastul polonez a renunțat ulterior la ecranizările istorice complexe și s-a orientat căre cinematografia populară, alegând să ecranizeze romanul sentimental Vraciul al scriitorului interbelic Tadeusz Dołęga-Mostowicz.
Filmul a fost produs de studioul Zespół Filmowy Zodiak și l-a avut ca producător delegat pe Wilhelm Hollender. Jerzy Hoffman a încredințat rolurile principale actorilor Jerzy Bińczycki, Anna Dymna și Tomasz Stockinger. Filmările au fost realizate în 1981, sub coordonarea regizorului Jerzy Hoffman, în orașul Bielsk Podlaski din estul Poloniei (magazinul Marysiei), în satul Radziejowice (castelul familiei Czyński), în cartierul Skolimów al orașului Konstancin-Jeziorna (moară de apă) și în satul Piekary din comuna Piątek. Director de imagine a fost Jerzy Gościk. Muzica filmului a fost compusă de Piotr Marczewski.
Filmul este împărțit în două părți cu durate egale (64 de minute) care poartă titlurile „Antoni Kosiba” și respectiv „Maria Jolanta Wilczur”. Lungimea peliculei este de 3.649 metri.

## Lansare
Vraciul a avut premiera oficială pe 12 aprilie 1982 la Varșovia și s-a bucurat de o popularitate considerabilă în rândul cinefililor polonezi. A fost vizionat în cinematografele poloneze de 5.972.000 de spectatori, clasându-se pe locul 1 în topul filmelor poloneze ale anului 1982. Succesul filmului pe plan intern este explicat de criticul de film rus Miron Cernenko prin faptul că „filmul este într-adevăr impregnat literalmente de arhetipurile culturii poloneze, caracterului polonez, istoriei poloneze, artei poloneze - de la peisajele tipice școlii naționale de pictură de la sfârșitul secolului trecut până la portretele sarmatice reînviate din epoci mult mai îndepărtate; de la elementele decorative de tip muzeal, asemănătoare celor de la Wawel, ale apartamentelor princiare până la imaginile atrăgătoare ale serbărilor duminicale în locurile uitate de Dumnezeu din Polonia de dinainte de război”.
Difuzarea filmului în străinătate a fost restrânsă. Filmul a fost lansat în URSS în anul 1983 și a obținut un mare succes comercial, fiind vizionat de 41,1 milioane de spectatori. Lansarea filmului în RDG a avut loc la 19 august 1983, iar în Ungaria la 5 ianuarie 1984. Filmul a fost vizionat la 24 februarie 1985, cu ocazia Săptămânii Polone, în Sala „Salvador Toscano” a instituției Cineteca Nacional din Ciudad de México.
Vraciul a fost difuzat și în România, având premiera în ziua de vineri, 8 octombrie 1982, la cinematograful „Studio” din București, în cadrul Galei Filmului din R.P. Polonă, organizată sub egida Consiliului Culturii și Educației Socialiste. Au participat Ion Găleteanu, secretar de stat la Consiliul Culturii și Educației Socialiste, Bolesław Koperski, ambasadorul Poloniei la București, membri ai Ambasadei Poloniei, reprezentanți ai Ministerului Afacerilor Externe și ai Asociației Cineaștilor din România, diplomați străini acreditați în România, oameni de artă și cultură, precum și un numeros public, iar regizorii Jerzy Hoffman și Adrian Petringenaru au rostit alocuțiuni. Filmul a rulat în perioada următoare în unele cinematografele bucureștene precum Sala Mare a Palatului (martie 1983), Sala Mică a Palatului (martie 1983), Patria și Modern (aprilie 1983), Capitol și Gloria (aprilie 1983) etc., inclusiv până în decembrie 1988. Publicul a umplut sălile de cinema unde rula Vraciul, fiind atras, potrivit unui cronicar contemporan, de sensibilitatea poveștii și de trăirile intense ale personajelor. Vraciul a fost vizionat inclusiv în penitenciare.
O scurtă secvență (secvența logodnei Marysiei cu Leszek în mijlocul pădurii) a fost inclusă în filmul românesc Declarație de dragoste (1985), în care liceenii Alexandru Bârsan (Adrian Păduraru) și Ioana Popa (Teodora Mareș), personajele principale, se duc să vadă filmul polonez la cinematograf și se sărută sub impulsul momentului.

## Aprecieri critice

### Recenziile de la momentul premierei
Criticii de film au remarcat, la momentul premierei, trecerea cineastului polonez de la ecranizările cu un rafinament plastic a unor ample fresce istorice către ecranizarea unei povești melodramatice, dar au scris recenzii binevoitoare în presa vremii. Istoricul de film polonez Jerzy Płażewski a scris în ziarul Rzeczpospolita (nr. 88/1982) că „Hoffman este unul din cei doi sau trei regizori polonezi care aspiră să aibă succes la box-office fără a se jena [...]. Nu văd nimic greșit în această atitudine, ba dimpotrivă, cred că ar putea fi mult mai răspândită în cinematografia poloneză.”, iar jurnalista Bożena Janicka a numit filmul lui Hoffman, într-o recenzie publicată în revista Film (nr. 8/1982), „un basm foarte special, est-european în sensul vechi al cuvântului”.
Recenziile publicate în presa românească a vremii au susținut că Vraciul se evidențiază prin nararea simplă și echilibrată a unor evenimente dramatice excesiv de sentimentale. Potrivit opiniilor exprimate de criticul D.I. Suchianu și de scriitorul Romulus Rusan în revista România literară, pierderea memoriei protagonistului era voluntară, fiind de fapt o negare a propriei vieți care se desfășurase până atunci în minciună. Profesorul Wilczur își șterge din memorie evenimentele dovedite mincinoase și își neagă astfel propria identitate, asumându-și un anonimat care-i permite să-și exercite vocația de a-i ajuta pe oameni. Jurnalistele române Ioana Creangă și Magda Mihăilescu, specializate în domeniul cinematografiei, au scris că Jerzy Hoffman evocă pe îndelete și într-un mod captivant peregrinările medicului amnezic prin diferite locuri, prezentând situații pitorești și realizând portrete cinematografice memorabile cu ajutorul actorilor Jerzy Bińczycki, Anna Dymna și Tomasz Stockinger. Vraciul conține numeroase momente melodramatice (despărțirea de familie, pierderea și apoi redobândirea identității, regăsirea fiicei pierdute, povestea de dragoste între persoane din clase sociale diferite, iertarea celor care au declanșat drama), care nu-i deranjează însă pe spectatori deoarece sunt „prezentate scurt și sobru” și nu transformă filmul într-un kitsch.
În ciuda clișeelor existente în opera literară de inspirație, acțiunea filmului decurge firesc, fără abateri mari de la bunul simț artistic, scria Romulus Rusan. Cineastul narează povestea „într-un grai cinematografic curat, evitînd poncifele prea supărătoare și ridicînd din umeri neputincios la cele ce nu puteau fi estompate”, reușind să echilibreze sentimentalismul poveștii pentru a atrage atenția publicului. În concluzie, Vraciul se remarcă prin tratarea realistă a unei drame existențiale și devine astfel, în opinia lui D.I. Suchianu, un film „serios și cu adevărat tragic” sau, potrivit filmologului Horia Pătrașcu, „un original poem cinematografic despre viață”.

### Opiniile ulterioare
Recenziile critice publicate ulterior au fost însă mai puțin entuziaste. Astfel, cercetătorul cinematografic sovietic Miron Cernenko a scris în 1984 o recenzie amplă a filmului Vraciul pentru revista rusească Iskusstvo kino în care a încercat să afle motivul pentru care „unul dintre cei mai profesioniști maeștri ai cinematografiei poloneze” s-a orientat către cinematografia populară și nu către cinematografia de autor și a continuat să rămână fidel acestui tip de cinematografie într-o epocă cu spectatori tot mai educați în plan estetic, atrăgând asupra sa o atitudine aproape constantă de respingere din partea criticilor. Potrivit criticului sus-menționat, cineastul polonez Jerzy Hoffman oferă publicului în filmul Vraciul o poveste fabuloasă, fără a se mai obosi să o adapteze câtuși de puțin epocii moderne sau măcar să o privească într-un mod ironic, respectându-și crezul său artistic pe care îl expusese laconic astfel: „Cinema-ul este un divertisment prea scump astfel încât să poată ignora spectatorul”. Vraciul este considerat o „poveste sfâșietoare” în care „există, se pare, tot ceea ce își poate dori aproape orice spectator care vine la cinema”: o intrigă fabuloasă, o atmosferă provincială emoțională în stil retro, personaje atrăgătoare, motivul inegalității sociale, dragostea care depășește orice obstacole, răsturnări dramatice de situații și un sfârșit surprinzător. Jerzy Hoffman a simțit, potrivit lui Cernenko, că publicul larg dorește să vadă drame sentimentale în care personajele experimentează trăiri comune spectatorilor precum dragostea, bucuria și durerea, permițându-i să experimenteze emoții puternice pe care filmele analitice și serioase nu i le pot provoca.
Tânărul eseist Odys Korczyński de la Film.org.pl a afirmat că Jerzy Hoffman abordează acțiunea cărții în conformitate cu politica social-democrată a vremii, elogiind moralitatea muncitorească și țărănească și criticând lăcomia orășenilor și proprietarilor de pământ. Ecranizarea lui Hoffman rămâne atrăgătoare pentru publicul contemporan datorită scenariului strălucit, a muzicii sugestive a lui Piotr Marczewski, a imaginilor filmate profesionist de Jerzy Gościk și a interpretărilor excelente, mai ales cea a lui Jerzy Bińczycki („niciun alt actor din acest film al lui Hoffman nu a atras atât de mult atenția spectatorilor cu personajul său”), dar, cu toate acestea, în opinia lui Korczyński, ea este „superficială” din cauza eliminării dilemelor existențiale din cartea lui Dołęga-Mostowicz și a schematismului moral al personajelor. Jurnalista Kalina Mróz de la Gazeta Wyborcza a scris câțiva ani mai târziu că, în ciuda coincidențelor puțin credibile și a finalului siropos, filmul Vraciul este „un fel de basm înduioșător pentru spectatorii de toate vârstele”.
Enciclopedia cinematografică germană Lexikon des internationalen Films descrie astfel acest film: „Un chirurg celebru, abandonat de soție și de copil, este bătut, jefuit și își pierde memoria. Hoinărește prin țară ca muncitor ocazional până când îl vindecă pe fiul angajatorului său și ajunge cunoscut. Este judecat și condamnat pentru șarlatanie, dar, în cele din urmă, datorită fiicei sale, își regăsește și este reabilitat. Melodramă pusă solid în scenă și bine interpretată; uneori ridicolă în reprezentarea oarecum surprinzătoare a «binelui» și «răului», apoi iarăși înduioșătoare și emoționantă”.